# Mechanical Bull
| Recensione | Giudizio |
| ---------- | -------- |
| AllMusic   |          |

Mechanical Bull è un album studio del gruppo musicale statunitense Kings of Leon, pubblicato nel 2013.

## Tracce
Testi e musiche di Caleb Followill, Nathan Followill, Jared Followill e Matthew Followill.
1. Supersoaker – 3:50
2. Rock City – 2:56
3. Don't Matter – 2:50
4. Beautiful War – 5:09
5. Temple – 4:10
6. Wait for Me – 3:30
7. Family Tree – 3:50
8. Comeback Story – 3:59
9. Tonight – 4:33
10. Coming Back Again – 3:28
11. On the Chin – 4:16

Edizione deluxe
1. Work on Me – 4:04
2. Last Mile Home – 4:11

Edizione esclusiva Saturn
1. Work on Me – 4:04
2. Last Mile Home – 4:11
3. Molly's Chambers (Live at the O2 Arena)
4. Sex on Fire (Live at the O2 Arena)
5. On Call (Live at the O2 Arena)
6. Use Somebody (Live at the O2 Arena)

## Formazione
- Chris Coleman - tastiere, percussioni
- David Davidson - violino
- Caleb Followill  - chitarra, mandolino, voce
- Jared Followill - basso, pianoforte, voce
- Matthew Followill - glockenspiel, chitarra, vibrafono, voce
- Nathan Followill - batteria, percussioni, voce
- Russ Pahl - pedal steel guitar
- Angelo Petraglia - chitarra elettrica e acustica, Hammond B3, pianoforte, cori, piano elettrico Wurlitzer
- Sari Reist - violoncello
- Mary Kathryn Van Osdale - violino
- Kristin Wilkinson - viola